# 北海郡
北海郡（ほっかい-ぐん）は、中国にかつて存在した郡。漢代から唐代にかけて、現在の山東省濰坊市一帯に設置された。

## 概要
紀元前148年（前漢の景帝中2年）、北海郡が置かれた。北海郡は青州に属し、営陵・劇魁・安丘・瓡・淳于・益・平寿・劇・都昌・平望・平的・柳泉・寿光・楽望・饒・斟・桑犢・平城・密郷・羊石・楽都・石郷・上郷・新成・成郷・膠陽の26県を管轄した。『漢書』によれば前漢末に12万7000戸、59万3159人があった。
52年（後漢の建武28年）、魯王劉興が北海王に改封され、北海国が置かれた。北海国は劇・営陵・平寿・都昌・安丘・淳于・平昌・朱虚・東安平・高密・昌安・夷安・膠東・即墨・壮武・下密・挺・観陽の18県を管轄した。
晋のとき、北海郡は平寿・下密・膠東・即墨の4県を管轄した。
南朝宋のとき、北海郡は都昌・膠東・劇・即墨・下密・平寿の6県を管轄した。
南朝斉のとき、北海郡は都昌・広饒・贛楡・膠東・劇・下密・平寿の7県を管轄した。
北魏のとき、北海郡は下密・劇・都昌・平寿・膠東の5県を管轄した。
583年（開皇3年）、隋が郡制を廃すると、北海郡は廃止されて、青州に編入された。607年（大業3年）に州が廃止されて郡が置かれると、青州は北海郡と改称された。益都・臨淄・千乗・博昌・寿光・臨朐・都昌・北海・営丘・下密の10県を管轄した。
621年（武徳4年）、唐により北海郡は青州と改められ、青州総管府が置かれた。742年（天宝元年）、青州は北海郡と改称された。758年（乾元元年）、北海郡は青州と改称され、北海郡の呼称は姿を消した。